# شهرستان بندر انزلی
شهرستان بندر انزلی (به گیلکی: أنزلی شأرستان) یکی از شهرستان‌های استان گیلان در ایران است. مرکز این شهرستان، شهر بندر انزلی است.

## موقعیت
شهرستان بندر انزلی از شمال با دریای کاسپین، از جنوب با شهرستان صومعه‌سرا، از شرق با شهرستان خمام، از جنوب شرق با شهرستان رشت و از غرب با شهرستان رضوانشهر همسایه است.

## جغرافیا
شهرستان بندرانزلی در ناحیه‌ای کاملاً جلگه‌ای به صورت طولی و در ساحل دریای کاسپین واقع شده و دارای تابستان‌های گرم و مرطوب و زمستان‌های ملایم وگاهی سرد می‌باشد. مرکز آن بندر انزلی از گذشته عنوان پر باران‌ترین شهر ایران را داشته است. بخشی از محیط زیست طبیعی این شهرستان را دریا (۴۷ کیلومتر نوار ساحلی) و بخش مهم دیگر را اکوسیستم ارزشمند تالاب انزلی تشکیل می‌دهد.

## تقسیمات کشوری
- بخش مرکزی شهرستان انزلی
  - دهستان چهار فریضه
  - دهستان لیجارکی حسن رود

شهر: بندر انزلی

## جمعیت
بنابر سرشماری مرکز آمار ایران، جمعیت شهرستان بندر انزلی در سال ۱۳۹۵ برابر با ۱۵۹٬۰۱۶ بوده است.

## مردم و زبان

### زبان
مردم انزلی گیلک هستند. زبان شهر بندرانزلی فارسی و گیلکی است.
مردم بومی شهر بندرانزلی گیلک هستند و به زبان گیلکی با گویش بیه‌پس و لهجه مخصوص به انزلی و همچنین زبان فارسی معیار صحبت می‌کنند. به مردمان اهل انزلی، انزلی‌چی می‌گویند. آذربایجانی‌های انزلی اکثراً از مهاجرانی بودند که در زمان حکومت اتحاد جماهیر شوروی از جمهوری آذربایجان به انزلی مهاجرت نمودند و در امور شیلات و بندر فعالیت داشتند.
در برخی دوره‌ها گروه‌های مختلفی از مهاجرین هم وارد این شهر شدند؛ مانند مردم آذری ارمنی، لهستانی مهاجرت نمودند.

## اقلیم
این شهرستان دارای آب و هوای مرطوب ساحلی می‌باشد. میزان بارندگی شهرستان بسیار بالا بوده به‌طوری‌که سالیانه متوسط ۱۸۹۲ میلی‌متر بارندگی دارد بیشترین بارندگی در ماه‌های شهریور و مهر با ۴۴۰٫۹ میلی‌متر گزارش گردیده است. میزان رطوبت نسبی سالیانه به‌طور متوسط حدود ۷۱ تا ۹۷ درصد و درجه حرارت محیط زیست بین ۲/۵ تا ۲۸ درجه سانتی گراد در نوسان بوده است. انزلی به‌طور کلی تابستان‌های گرم و مرطوب و زمستان‌های ملایم و گاهی سرد دارد. مرکز آن بندر انزلی از گذشته عنوان پر باران‌ترین شهر ایران را داشته است.

## جاذبه‌های گردشگری
بندر انزلی یکی از زیباترین شهرهای ایران است که در آن تالاب انزلی، دریا، ساحل و چمن‌زار با یکدیگر تلاقی می‌کنند و چشم‌اندازی بدیع و خیال‌انگیز می‌آفریند. بندر انزلی با داشتن جاذبه‌های دل‌انگیز و طبیعی سالانه پذیرای میلیون‌ها گردشگر از اقصی نقاط کشور و جهانگردان خارجی است.

## سوغات
انواع ماهیان خزری عمده‌ترین سوغات خوراکی این شهرستان است ولی انواع سبزیجات محلی، زیتون، سیر و ترشیجات محلی نیز برای عرضه به مسافران وجود دارد. بندر انزلی مرکز تولید بسیاری از صنایع دستی چوبین و همچنین صنایع مروار بافی است. بازار ماهی و بازار محلی شنبه بازار فرصتی برای خرید سوغات یا تهیه خوراکی‌های محلی برای ایام اقامت در این شهر ساحلی است.